# Цецилія Римська
Цецилія Римська або Свята Цецилія (лат. Sancta Caecilia) — ранньохристиянська мучениця і свята, яку звели́чують у римо-католицькій, східно-католицькій та православній церквах, а також у деяких церквах англіканського співтовариства. Одна із семи жінок, окрім Пресвятої Богородиці, яку згадують по імені в каноні меси римо-католицької церкви. Свята Цецилія — покровителька музикантів. За легендою, коли музиканти грали на її весіллі, вона «співала в серці Господу». День спомину святої Цецилії — 22 листопада.
Базиліка святої Цецилії в Трастевере була заснована в III столітті папою Урбаном I в районі Трастевере в Римі — на місці будинку, в якому жила свята. Святій Цецилії присвячено ряд музичних композицій, а день спомину став приводом для концертів та музичних фестивалів.

## Життя

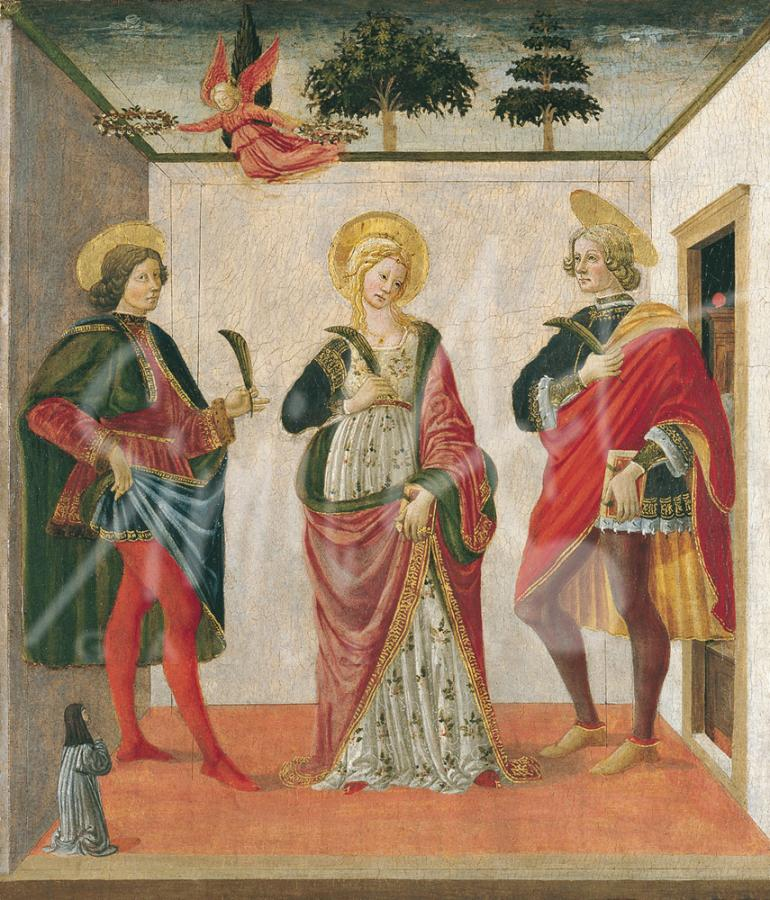
Святі Цецилія, Валеріан і Тибуртій, Франческо Боттікіні

Вважається, що Цецилія була знатною дамою Риму, яка разом з чоловіком Валеріаном, його братом Тибуртієм та римським солдатом на ім'я Максим зазнала мученицької смерті приблизно в 230 році за часів імператора Александра Севера. Однак, Джованні Баттіста де Россі стверджує, що вона загинула на Сицилії за часів імператора Марка Аврелія між 176 і 180 роками, цитуючи звіт Венантія Фортунатуса, єпископа Пуатьє (помер 600 року).
Відповідно до передання, незважаючи на обітницю дівоцтва, батьки змусили Цецилію одружитися з язичницьким шляхтичем на ім'я Валеріан. Під час весілля Цецилія сиділа окремо, співаючи Богові в серці, і тому вона згодом була оголошена святою музикантів. Коли настав час шлюбної ночі, Цецилія сказала Валеріану, що її охороняє ангел Господній, який покарає його, якщо він порушить її цноту, але полюбить його, якщо він поважатиме її дівоцтво. Коли Валеріан попросив побачити ангела, Цецилія відповіла, що він зможе його побачити, якщо піде на третю милю Аппієвої дороги і буде охрещений папою Урбаном I. Дотримуючись порад Цецилії, він побачив ангела, що стояв біля неї, увінчавши святу вінком із троянд та лілій.

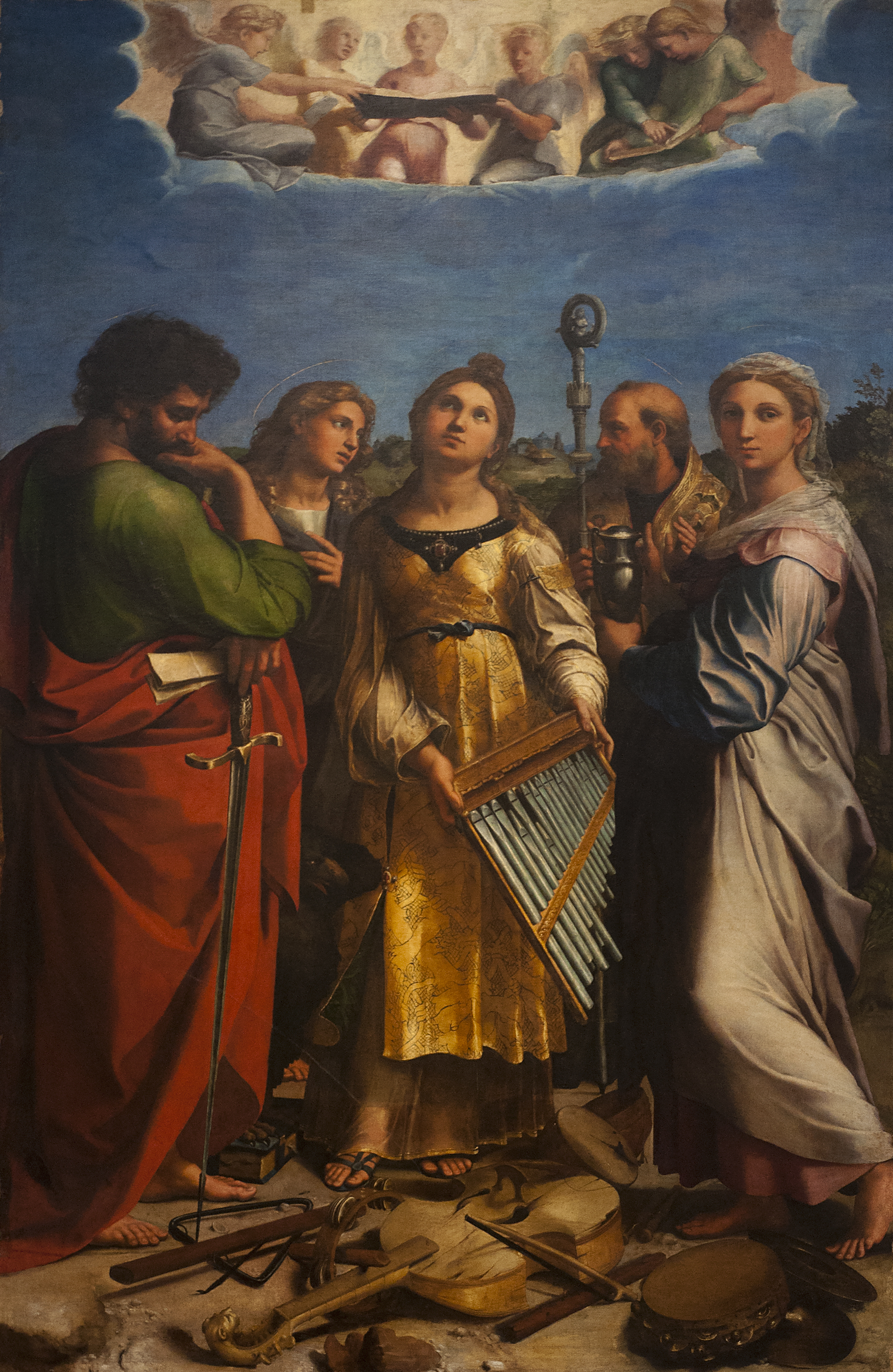
Екстаз святої Цецилії, Рафаель

Вважається, що мученицька смерть Цецилії була після мученицької смерті її чоловіка Валеріана та його брата від рук префекта Турція Алмахія. За легендою про смерть Цецилії, після удару мечем три рази по шиї вона прожила ще три дні і попросила папу перетворити її будинок у церкву.
Цецилію поховали в Катакомбах святого Калліста, а пізніше її мощі перенесли до Базиліки святої Цецилії в Трастевере. У 1599 році було знайдено її нетлінне тіло і здавалося, ніби свята Цецилія спить.
Цецилія — одна з найвідоміших римських мучениць, хоча деякі фрагменти розповідей про неї не містяться у джерелах. За словами Йоганна Пітера Кірша, існування мучениці є історичним фактом, в той час як деякі деталі носять знак побожної романтики, як і багато інших подібних оповідей, складених у V та VI столітті. Відносини між Цецилією та Валеріаном, Тибуртієм та Максимом, згадані в «Діяннях мучеників», мають певний історичний фундамент. День її спомину відзначається приблизно з IV століття. У «Каталозі папи Ліберія» не згадується про Цецилію, але є запис про ранню римську церкву, засновану дамою з таким іменем як Свята Цецилія в Трастевере.

## Свята Цецилія в Трастевере
Базиліка святої Цецилії в Трастевере споруджена на місці будинку, в якому жила свята. Первісна церква була побудована в четвертому столітті; протягом дев'ятого століття у папи Пасхаля I були її мощі, які нібито були там поховані. У 1599 році, керуючи реставрацією церкви, кардинал Паоло Еміліо Сфондраті знайшов нетлінні мощі, які були піднято та перепоховано.

## Значення імені «Цецилія»
Ім'я «Цецилія» в основному застосовувалося до римських жінок, які належали до плебейського клану Цецилії. Легенди та агіографії, помилково сприймаючи його за особисте ім'я, пропонували вигадливі етимології. Серед цитованих Чосером у «Оповіді другої черниці» є: лілія, шлях для сліпих, споглядання небес та активне життя.

## Покровителька музикантів

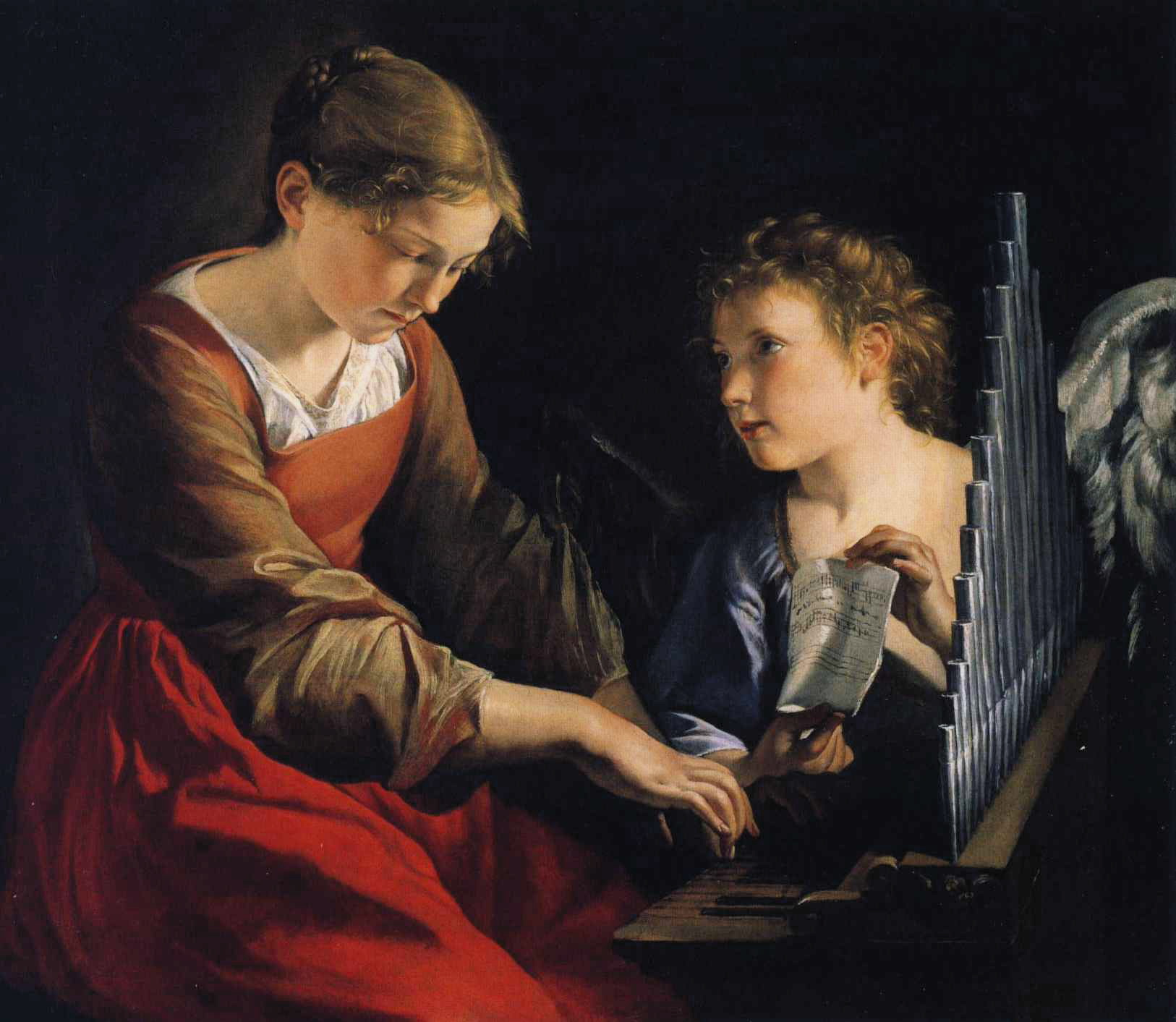
Свята Цецилія з ангелом, Ораціо Джентілескі (1618—1620)

Перший запис музичного фестивалю на її честь відбувся в Евре в Нормандії в 1570 році.
Національна академія святої Цецилії в Римі є одним із найстаріших музичних закладів у світі. Академія була заснована папською буллою «Ratione congruit», виданою Сікстом V у 1585 році, у якій згадуються двоє святих, відомих у західній музичній історії: Григорій Великий, на честь якого названо григоріанський спів, і свята Цецилія — покровителька музики.
День спомину святої Цецилії став приводом для музичних концертів та фестивалів, на яких були виконані відомі вірші Джона Драйдена та Александра Поупа та музика Генрі Перселла («Ода Святій Цецилії»); кілька ораторій Марка Антуана Шарпантьє («In honorem Caeciliae, Valeriani et Tiburtij canticum»; кілька версій «Caecilia virgo et mučenik» на лібретто, ймовірно, написаних Філіпом Ґойбо); Георга Фрідріха Генделя («Ода до Дня св. Цецилії»; «Свято Олександра»); Шарля Гуно («Меса св. Цецилії»); а також Бенджаміна Бріттена, який народився в день її спомину («Гімн св. Цецилії» за мотивами вірша Вістена Г'ю Одена). «Гімн св. Цецилії» Герберта Говеллса має слова Урсули Воган Вільямс; «Для св. Цецилії», Op. 30 Джеральда Фінци було покладено на вірші, написані Едмундом Блунденом; композиція Майкла Герда «Гімн св. Цецилії» 1966 року містить вірш Джона Драйдена; «Кантата св. Цецилії» Фредеріка Магла заснована на історії про св. Цецилію. «Небесне життя», вірш з «Des Knaben Wunderhorn» (який Густав Малер використав у своїй симфонії № 4) згадує, що «Цецилія та всі її стосунки є чудовими придворними музикантами».
Від імені Цецилія походить «Cecyliada» — назва фестивалю сакральної, хорової та сучасної музики, що проводиться з 1994 року в Полиці, Польща.

## Спадщина

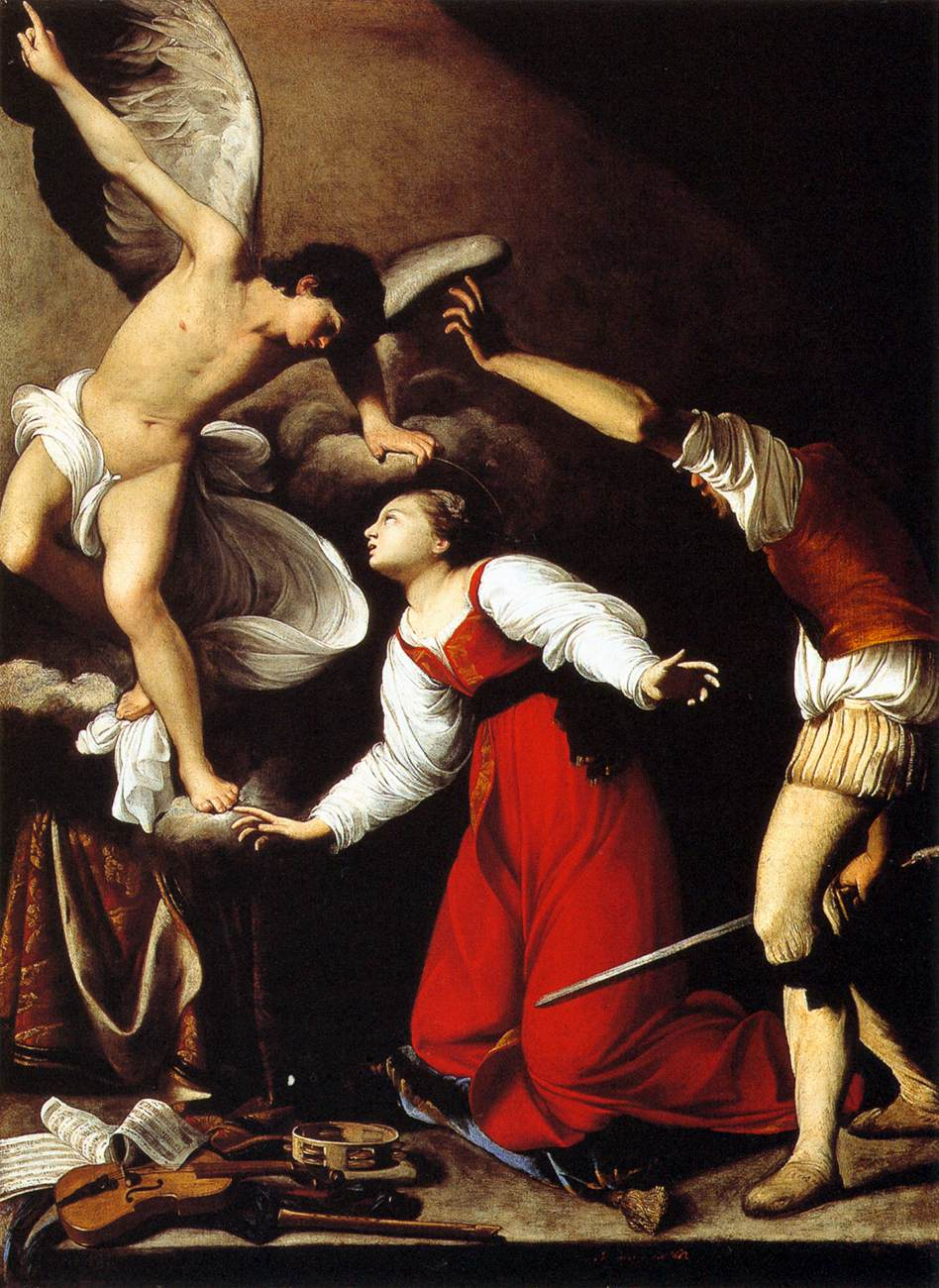
Мучеництво Св. Цецилії, Карло Сарачені (бл. 1610)

Цецилія символізує центральну роль музики в літургії.
Сестри святої Цецилії, черниці, стрижуть вовну ягняти, яку використовують для виготовлення паллій для нових митрополичих архієпископів. Ягнят вирощують цистерціанські отці-трапісти з монастиря Тре-Фонтану (Три фонтани) в Римі. Ягнят благословляє Папа Римський кожного року 21 січня, на свято мучениці святої Агнеси. Папа Римський дарує паллії новим митрополичим архієпископам в день святих апостолів Петра і Павла — 29 червня.
Абатство св. Цецилії, Райд, яке розташоване на острові Вайт, було засноване у 1882 році. Монахині живуть традиційним монастирським життям молитви та праці та навчаються відповідно до стародавнього Статуту святого Бенедикта.
Знаменитий лютнист Жан-Батист Війом виготовляє лінію скрипок та альтів під назвою Св. Цецилія із наклейкою, викарбованою на верхній частині деки.

## Іконографія
Цецилію часто зображують під час гри на альті, маленькому органі чи іншому музичному інструменті, очевидно, щоб виразити, що поки музиканти грали на її весіллі, вона співала в серці до Бога. Ймовірно, що орган приписують св. Цецилії помилково.
На зворотному боці банкноти сера Едварда Елгара в розмірі 20 фунтів стерлінгів була зображена мініатюрна св. Цецилії під Вустерським собором, яка була вилучена Банком Англії у 2010 році.

## У музиці

### Ренесанс, бароко та класична музика
- Марк-Антуан Шарпентьє написав чотири «Сакральні історії», використовуючи текст, який, як вважається, був написаний його колегою Філіппом Ґойбо де Буа Ла Груджере:
  - In honorem Caeciliae, Valeriani et Tiburtij canticum H 394 на 3 голоси, 2 високих інструменти та континуо (1675?).
  - Caecilia virgo et martyr octo vocibus, H 397 для солістів, подвійного хору, подвійного оркестру та континуо (1677-78).
  - Caecilia virgo et martyr, H 413 для солістів, хору та 2 високих інструментів (1683-85).
  - Caecilia virgo et martyr, H 415-H 415 a для солістів, хору та 2 високих інструментів (1686).
- Генрі Перселл написав оду на честь дня святої Цецилії «Hail! Bright Cecilia» (1692) і «Welcome to all the pleasures».
- Себістієн де Броссард «Canticle для Saint Cécila» SdB.9 (1720?)
- Алессандро Скарлатті «Il martirio di santa Cecilia», oratorio donné pour la première fois le 1er mars 1708; «Messa di Santa Cecilia» (1720).
- Георг Фрідріх Гендель написав два твори на честь св. Цецилії з Джоном Драйденом: «Ораторія на Свято Олександра або Сила музики» (1736) та «Ода до Дня св. Цецилії» (1739).
- Джозеф Гайдн «Missa Sanctae Caeciliae ou Missa Cellensis in honorem Beatissimae Virginis Mariae» (1766-67).

### Сучасна музика
- Джудіт Шатін написала «Страсті святої Цецилії» для фортепіано та оркестру[19] та «Фантазія на тему св. Цецилії»[20] для сольного фортепіано.[21]
- Фред Момотенко написав композицію для повного змішаного хору «Цецилія», «гімн минулому, а також майбутньому чернечої традиції». Світова прем'єра відбулася в абатстві Конінгсговен на свято св. Цецилії 2014.[22]
- Бенджамін Бріттен написав «Гімн святій Цецилії», постановка до поеми Вістена Г'ю Одена.
- Лоу Гаррісон написав «Месу до дня св. Цецилії» для хору, арфи та дрона (1983-6).
- Арво Парту було доручено скласти твір до Великого ювілею у Римі в 2000 році, і він написав «Cecilia, vergine romana» (Цецилія, римська діва) для змішаного хору та оркестру. В італійському тексті йдеться про життя і мученицьку смерть святої. Вперше він був виконаний 19 листопада 2000 року Національною академією святої Цецилії, під диригуванням Мюн-вун Чунга.[23]
- Джеральд Фінци написав твір «Для св. Цецилії» для соло тенора, хору (SATB) та оркестру. Постановка твору англійського поета та автора Едмунда Блундена. Тривалість близько 18 хвилин.
- На свято святої Цецилії у 2015 році Foo Fighters випустили EP «Saint Cecilia» для вільного скачування через свій вебсайт. П'ять пісень EP містить трек, названий на честь EP «Saint Cecilia». EP був записаний під час імпровізованого студійного запису в готелі «Saint Cecilia», розташованому в Остіні Техас.[24]
- У альбомі Браяна Іно та Девіда Берна «Everything That Happens Will Happen Today» Цецилія згадується у пісні «The River».[25]

## У літературі
- Цецилія також є темою поеми Александра Поупа «Ода в день св. Цецилії».
- Джеффрі Чосер переказує історію Цецилії та Валеріана та його брата в «Оповіді другої черниці» у «Кентерберійських оповідях» .
- Цецилія — символ божественної сили музики у розширеному анекдоті Генріха фон Кляйста «Свята Цецилія чи сила музики».

## Галерея

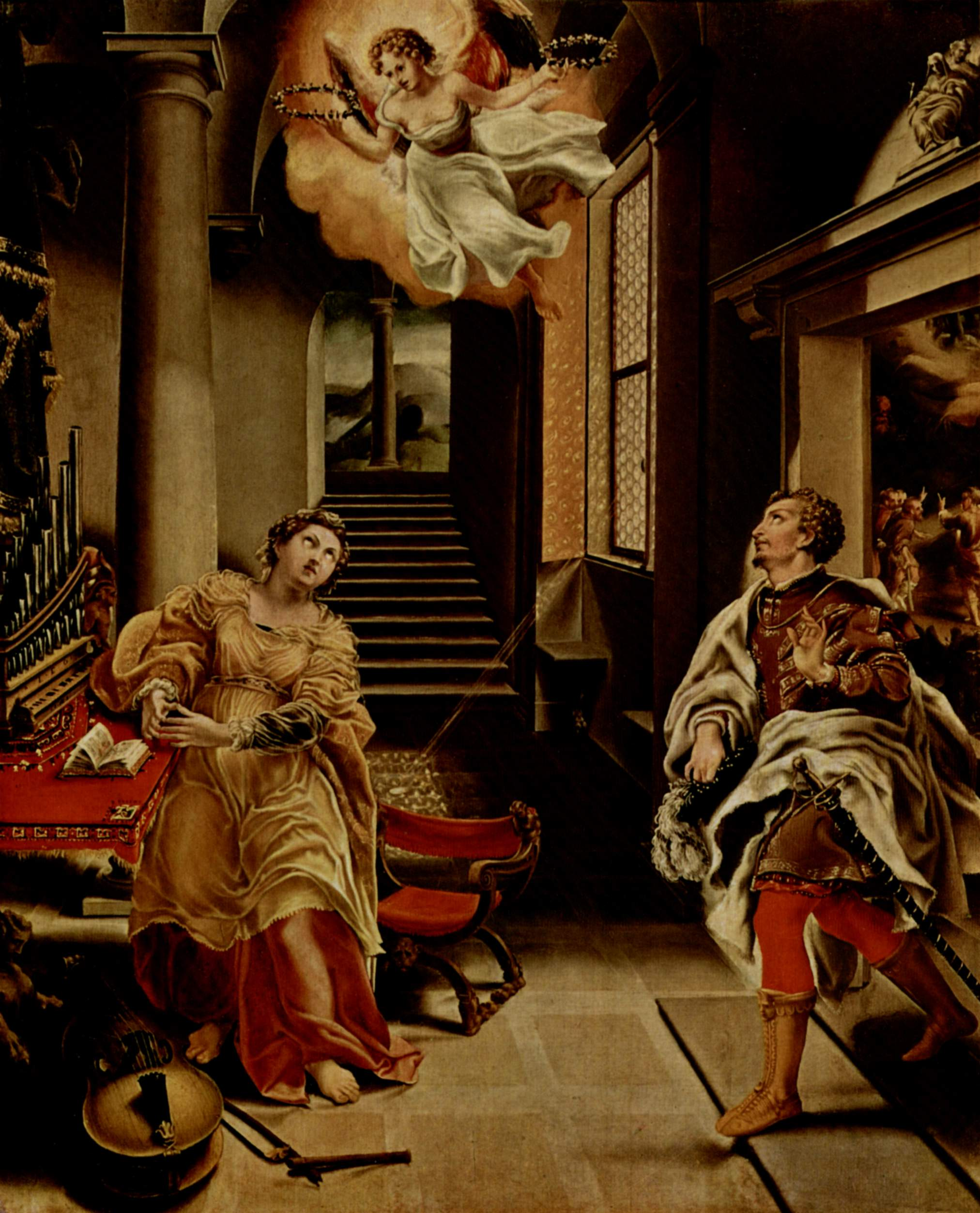
Свята Цецилія та святий Валеріан, Леліо Орсі (бл. 1555)
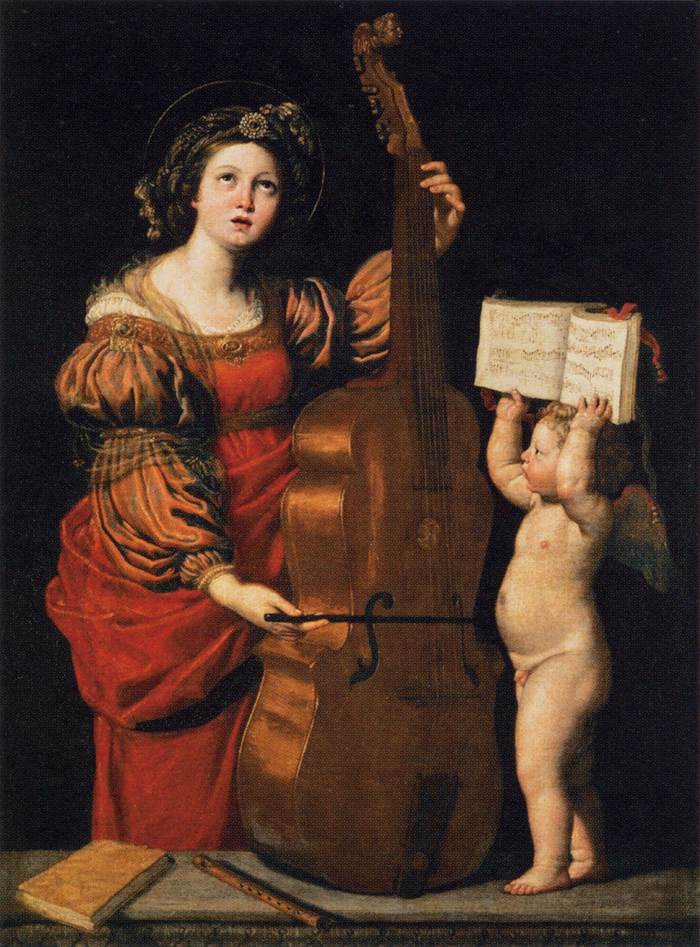
Доменічіно, Свята Цецилія з ангелом, який тримає музичну партитуру, (бл. 1617–18).
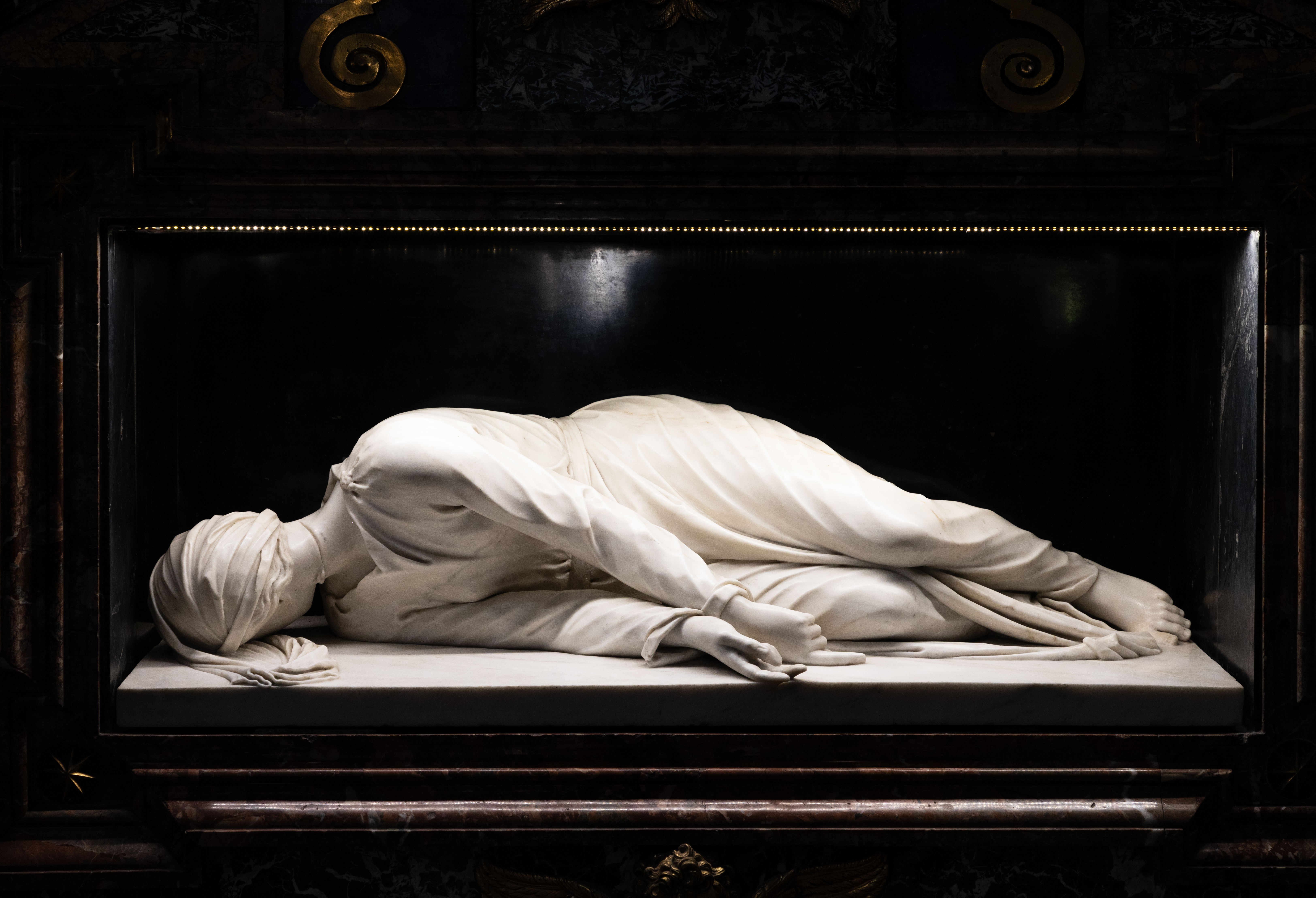
Стефано Мадерно, Св. Цецилія, 1599 рік
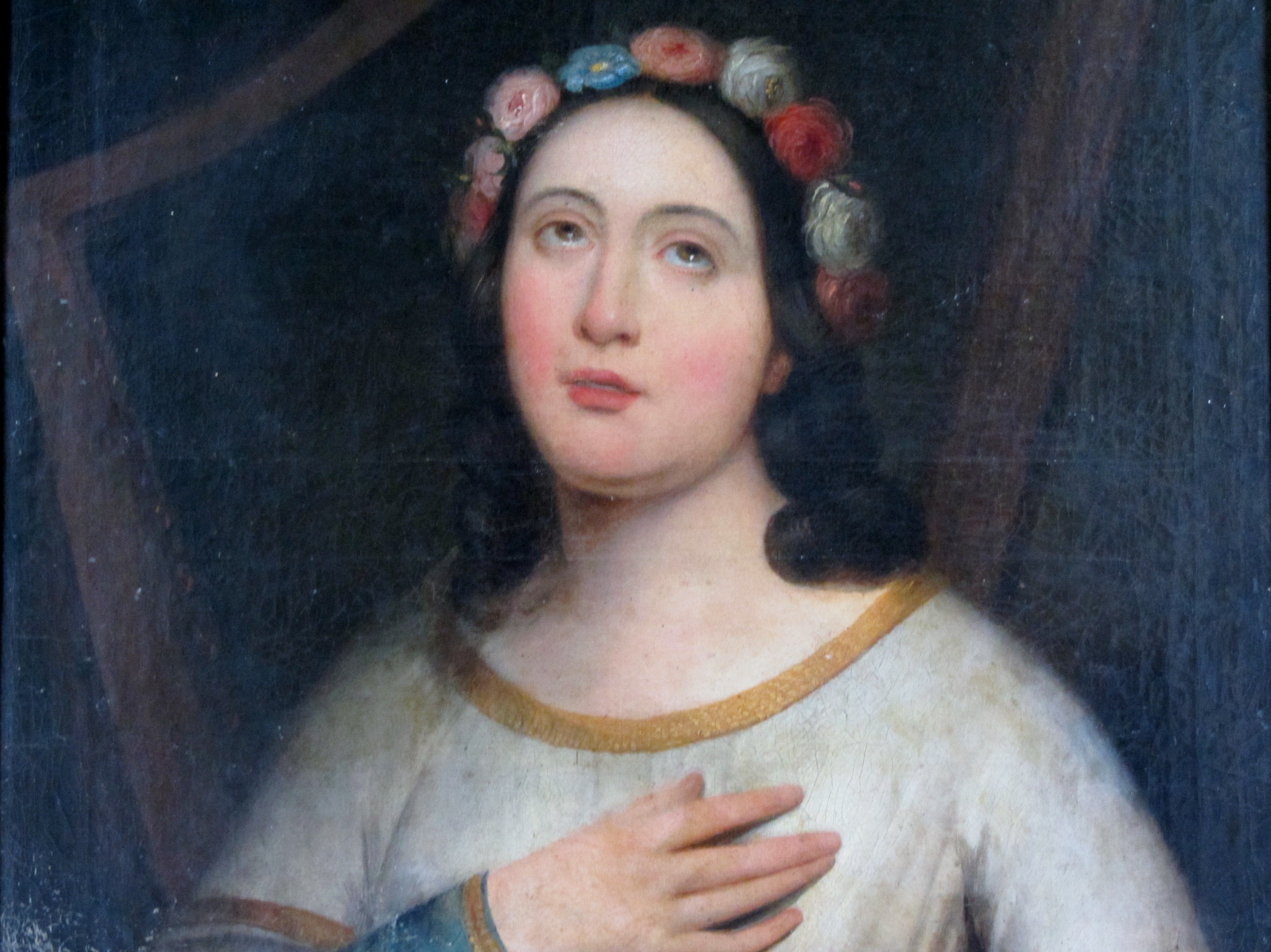
Свята Цецилія, Раймонд Монвуазен[fr]

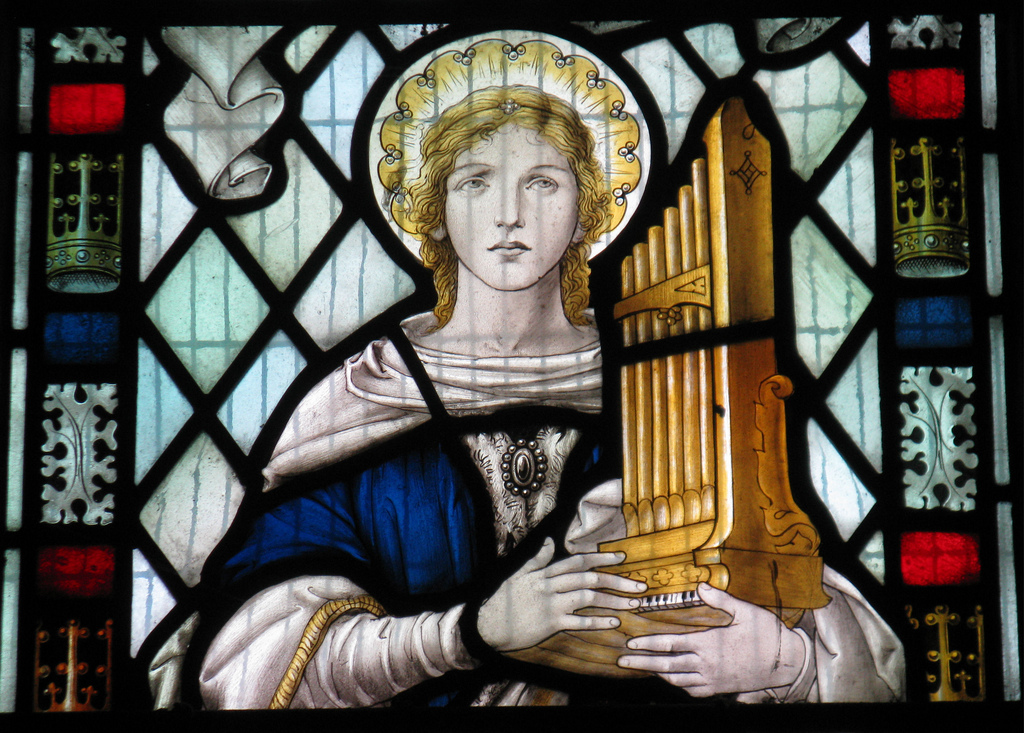
Свята Цецилія, Вімондлі
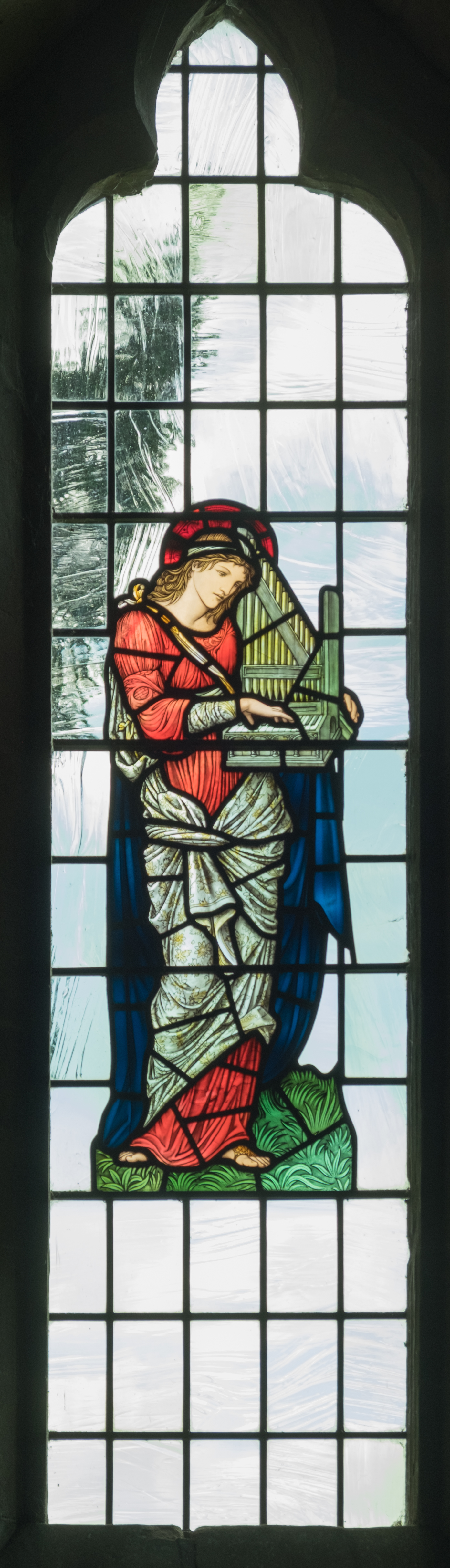
Вітраж Святої Цецилії, Едвард Берн-Джонс у церкві Всіх святих, Престон Багот
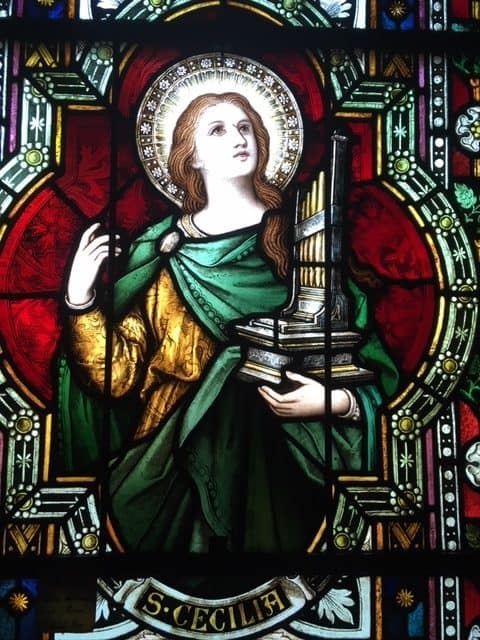
Свята Цецилія, Каплиця Св. Марії, Манітовок, штат Вірджинія

Фресковий цикл Доменічіно в Сан-Луїджі-де-Франсі, Рим (1614)

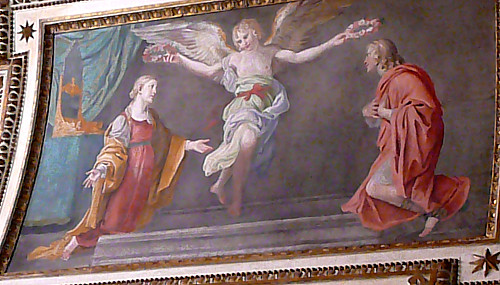
Корони
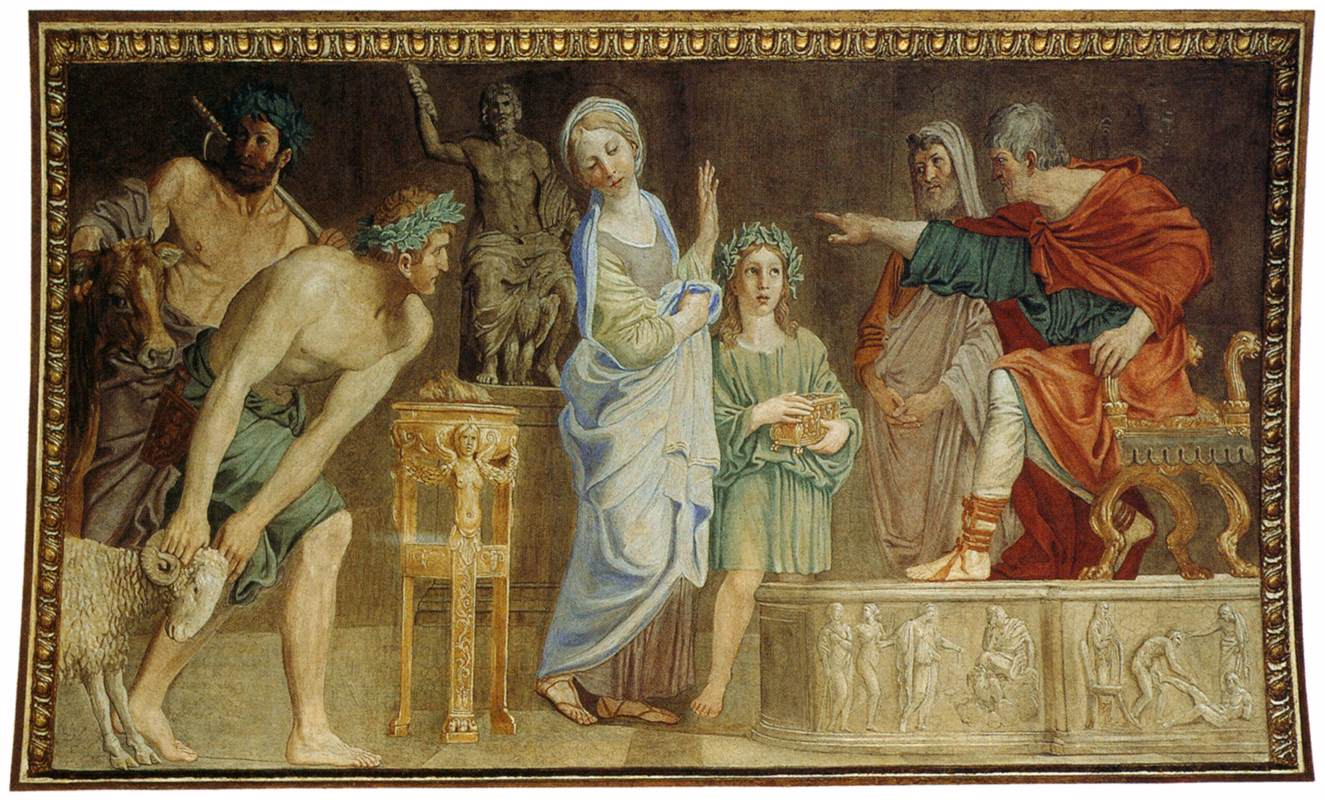
Судовий процес Цецилії
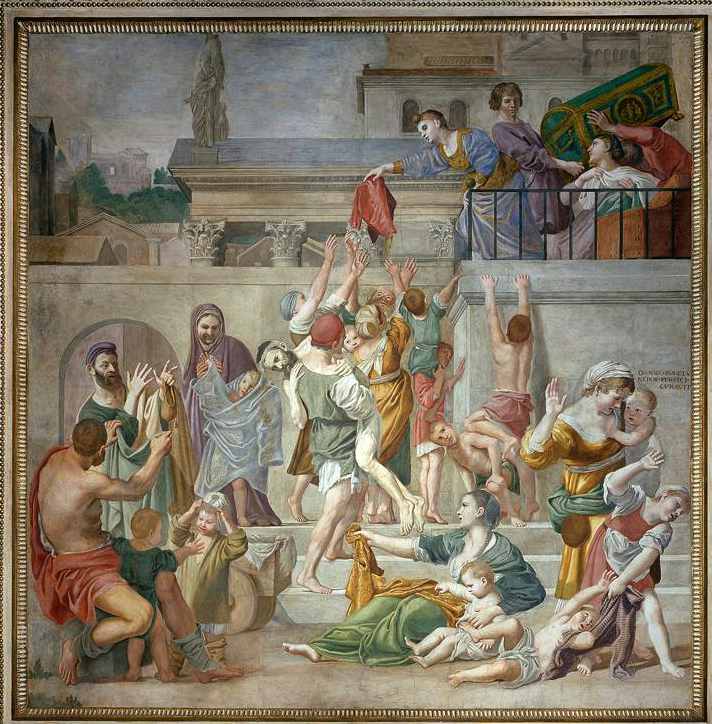
Цецилія роздає свої речі бідним
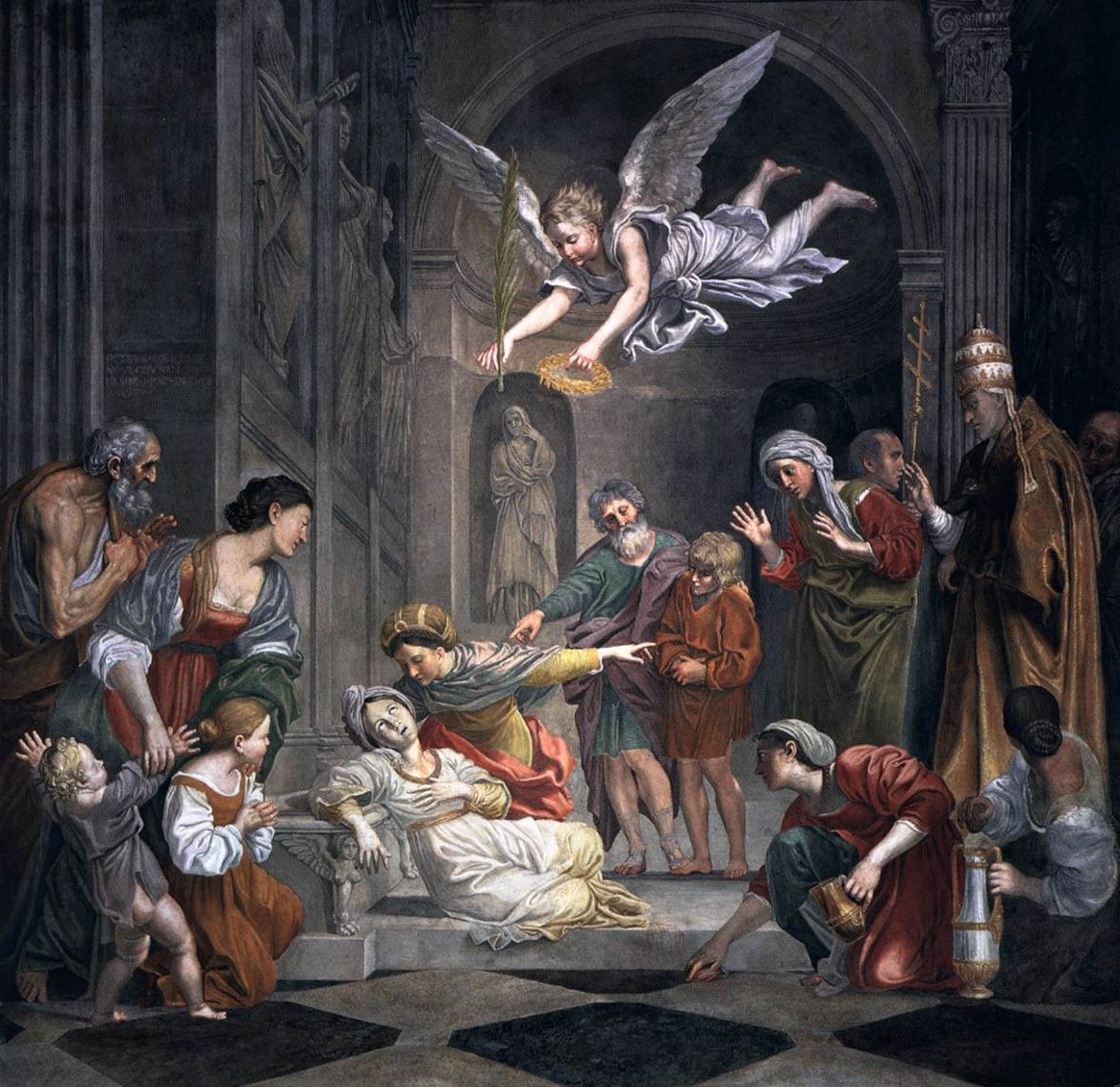
Смерть св. Цецилії